# Anphira xinguensis
Anphira xinguensis là một loài chân đều trong họ Cymothoidae. Loài này được Thatcher miêu tả khoa học năm 1995.